# Baldur Preiml
Baldur Preiml (* 8. Juli 1939 in Bruggen, Kärnten; † 27. Jänner 2025 in Spittal an der Drau, Kärnten) war ein österreichischer Skispringer, Skisprungtrainer und Sportfunktionär.

## Erfolge und Werdegang
In der Hauptschule Gmünd überredeten ihn seine Klassenkameraden zu Sprüngen auf der Jugendschanze. Wenig später kam er bei den Gmündner Vereinsmeisterschaften auf das Podest. 1954, bei einem Trainingskurs des Kärntner Schiverbandes, schlug der Jugendliche bereits die gesamte Kärntner Skisprungelite. 1958 gewann Baldur die österreichische Jugendmeisterschaft, 1959 wurde er österreichischer Juniorenmeister. Im Winter 1959/1960 wurde er als damals absolut jüngster Springer Mitglied des Nationalteams.
1963 feierte er den ersten großen Sieg, er gewann am 29. Jänner das zweite Springen in St. Moritz im Rahmen der Schweizer Springertournee. Im Rahmen der Vierschanzentournee gewann er am 6. Jänner 1964 mit einem für diese Tournee als Rekordvorsprung bezeichneten Abstand von 14,2 Punkten das Springen in Bischofshofen. Bei den darauf folgenden Olympischen Spielen in Innsbruck ging Preiml leer aus.
1968 gewann Baldur Preiml bei den Olympischen Spielen in Grenoble die Bronzemedaille auf der Normalschanze. Im ersten Durchgang hatte er Schanzenrekord aufgestellt, lag aber knapp hinter dem späteren Sieger Jiří Raška auf Rang zwei. Im zweiten Durchgang nahm er die falsche, langsamere Anlaufspur und gewann gerade noch (mit 0,6 Punkten Vorsprung auf den Viertplatzierten Wirkola) die Bronzemedaille. Bald darauf trat er von seiner aktiven Karriere zurück. Nach seiner Karriere beendete er sein Sport- und Geschichtsstudium erfolgreich.

## Lehr- und Trainertätigkeit
Von 1970 bis 1976 arbeitete er als Lehrer am Skigymnasium in Stams. Er unterrichtete im Skigymnasium Geschichte und trainierte die Springergruppe. Karl Schnabl, Rupert Gürtler und Alfred Pungg waren die ersten Skispringer, die im Skigymnasium Stams Aufnahme fanden. In den nächsten Jahren folgten Toni Innauer und Alois Lipburger. Preiml kultivierte als Lehrer die Freude am Sport und machte durch sein eigenes Beispiel klar, dass intellektuelle Auseinandersetzungen, die zu Matura und Studium führen, auch einen Spitzensportler bereichern können.
Preiml beschäftigte sich intensiv mit der Trainingslehre der DDR, die damals im Skisport führend war. Er studierte ihre Methodik, ihre Bewegungslehre und die Biomechanik.
Von 1974 bis 1980 führte er die österreichische Skisprungnationalmannschaft mit modernsten Trainingsmethoden unter besonderer Beachtung mentaler und ernährungswissenschaftlicher Aspekte an die Weltspitze. Die von Preiml trainierten Sportler Toni Innauer, Karl Schnabl, Alois Lipburger, Willi Pürstl, Hubert Neuper und Armin Kogler waren Teil des österreichischen Skisprungwunders der 70er und beginnenden 80er Jahre. Der Übergang von Preiml auf seinen Nachfolger Max Golser vollzog sich nahtlos.

## Österreichs Skisprung-„Dreamteam“ um 1975
1975 wurde Österreich über Nacht zur Skisprungnation Nummer eins. Baldur Preiml war am 17. Mai 1974 Cheftrainer geworden. Seine innovativen Trainingsmethoden und die von ihm initiierte Materialrevolution hatte alles, was bis dahin galt, auf den Kopf gestellt. Die Sprungski wurden mit neuen Laufflächen aus österreichischen Skiwerkstätten ausgestattet. Wadenstützen steigerten das Sprunggefühl und die Sicherheit. Zusammen mit Sepp Reinalter entwickelte Baldur Preiml modernste, luftundurchlässige Sprunganzüge. Bald wurde die gesamte Weltelite überholt.
Willi Pürstl wurde vor Edi Federer Tourneesieger. Die Sprungwelt stand kopf. Karl Schnabl gewann drei von vier Springen der Vierschanzentournee. Mit Toni Innauer, Alois Lipburger, Hans Wallner, Hans Millonig, und Alfred Pungg und den älteren Springern Reinhold Bachler, Rudi Wanner und Walter Schwabl sprangen gut und gerne ein Dutzend Österreicher plötzlich mitten in die Weltspitze.
Nach allen Erfolgen, zuletzt bei den Olympischen Spielen in Innsbruck, hatte der damalige ÖSV-Präsident Kurt Schlick vor, ihn als Sportchef mit allen Vollmachten für alle Sparten einzusetzen, was jedoch von der Rennsportkommission bei ihrer Sitzung am 6. April 1976 abgelehnt wurde, welche für die Beibehaltung der Aufgabenverteilung mit je einen Hauptverantwortlichen für den alpinen und nordischen Bereich eintrat.
Im Dezember 1975 hatte Rapid Wien Interesse, ihn als Coach zu verpflichten. Preiml lehnte mit der Begründung ab, Springerchef bleiben zu wollen.

## Philosophie
Der Psychologe Oscar Schellbach bildet die Grundlage für Preimls Lebenseinstellung. „Etwas richtig zu machen, bringt Erfolg, etwas falsch zu machen, bringt Misserfolg“, so lautet die einfache Formel aus Schellbachs Buch Mein Erfolgssystem. Eine weitere Formel für Preimls Lebensweg: „Größe der Persönlichkeit durch die eigene Kleinheit anstreben“.
Preiml erläuterte die Anwendung dieser beiden Formeln am Beispiel der von ihm betreuten Skispringer. Die Zeit sei damals reif für eine neue Entwicklung gewesen. Wichtig war vor allem die Begeisterung bei der Arbeit, die auf die Mannschaft übertragen werden konnte. Er, Preiml, wollte selbst Olympiasieger werden, konnte dieses Ziel jedoch nicht erreichen. Die eigene Unzulänglichkeit, wie Preiml meint, sei die Antriebsfeder gewesen, die Jungen zu Höchstleistungen anzutreiben. In seiner aktiven Zeit hätte Preiml kein Selbstvertrauen gehabt, jedoch die Erkenntnis gewonnen, dass man sich dieses aneignen könne.
Ein wesentlicher Aspekt sowohl für die Erfolgsgeschichte der Skispringer, als auch für seine spätere Tätigkeit, sei der Aspekt der richtigen Ernährung gewesen. Preiml hat selbst ausprobiert, was seinem Körper an Ernährung gut tut und empfiehlt diesen Weg auch allen anderen.

## Oberster österreichischer Sportbeamter
Von 1987 bis 1991 leitete Preiml die Sportabteilung im Bundesministerium für Unterricht, Kunst und Sport. Später engagierte er sich freiberuflich in der Gesundheitsförderung durch Bewegung und Ernährung und war international gerne eingeladener Gast bei Symposien und Tagungen.

## Weitere Erfolge
- Rang 3 österreichische Meisterschaften im Sprunglauf am 17. Februar 1963 in Murau[7]
- Österreichischer Meister im Sprunglauf am 23. Februar 1964 in Feldkirchen in Kärnten[8]
- Sieg bei der Universiade in Spindlermühle am 16. Februar 1964[9]
- Österreichischer Meister im Sprunglauf am 21. Februar 1965 in Breitenwang[10]

## Auszeichnungen
Baldur Preiml wurde im Jahr 1968 vom Sportpresseklub Kärnten zum „Kärntner Sportler des Jahres“ gewählt.
40 Jahre später (2008) wurde er vom selben Klub für sein Lebenswerk geehrt.
1996 erhielt er das Goldene Verdienstzeichen der Republik Österreich.